# Ichneutica phaula
Ichneutica phaula là một loài bướm đêm trong họ Noctuidae.